# Pilea cocottei
Espèce
Pilea cocottei est une espèce de plantes à fleurs de la famille des Urticaceae.

## Galerie photos

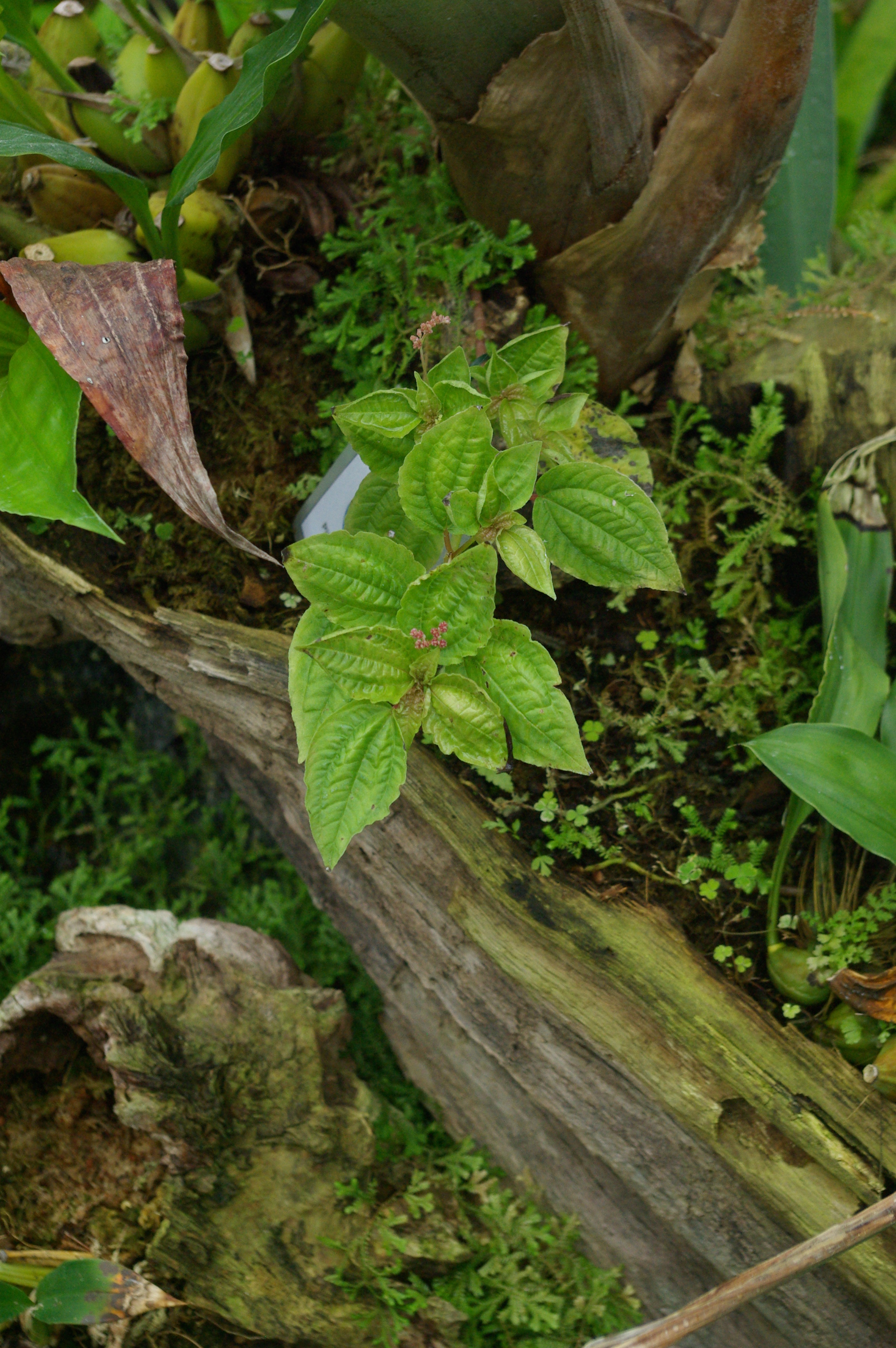
Plant de Pilea sous serre.
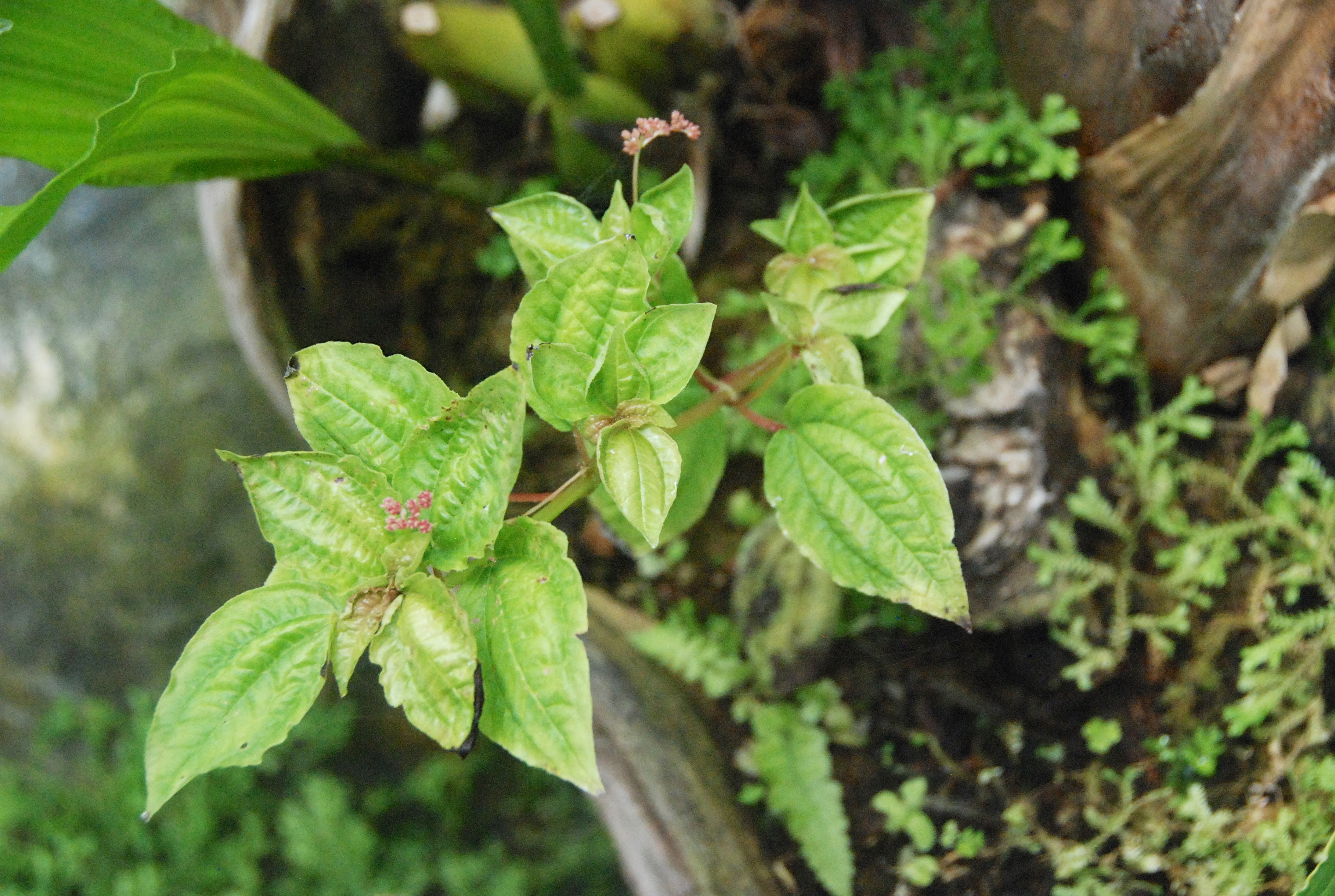
Plant de Pilea sous serre.
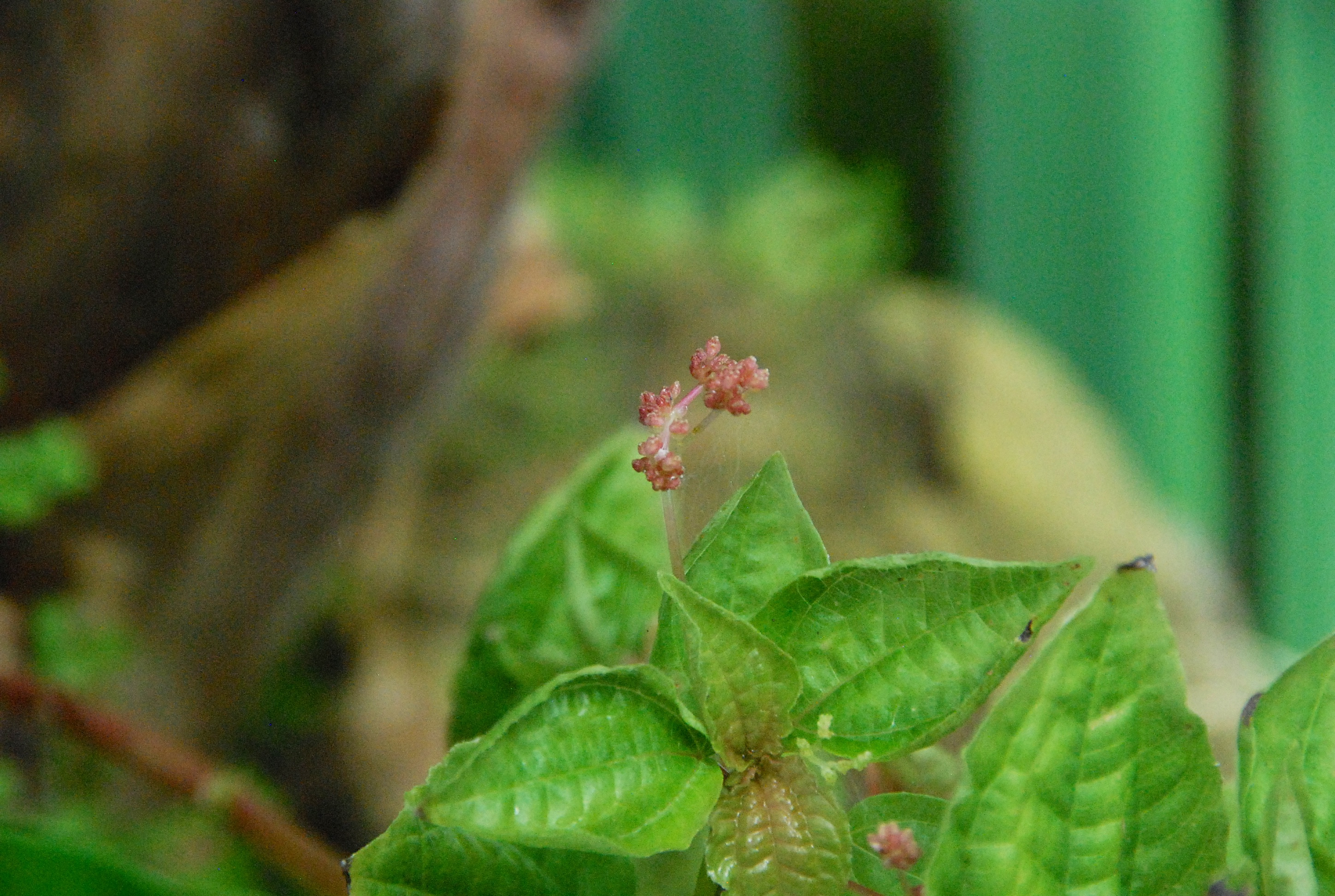
Détail de la fleur.
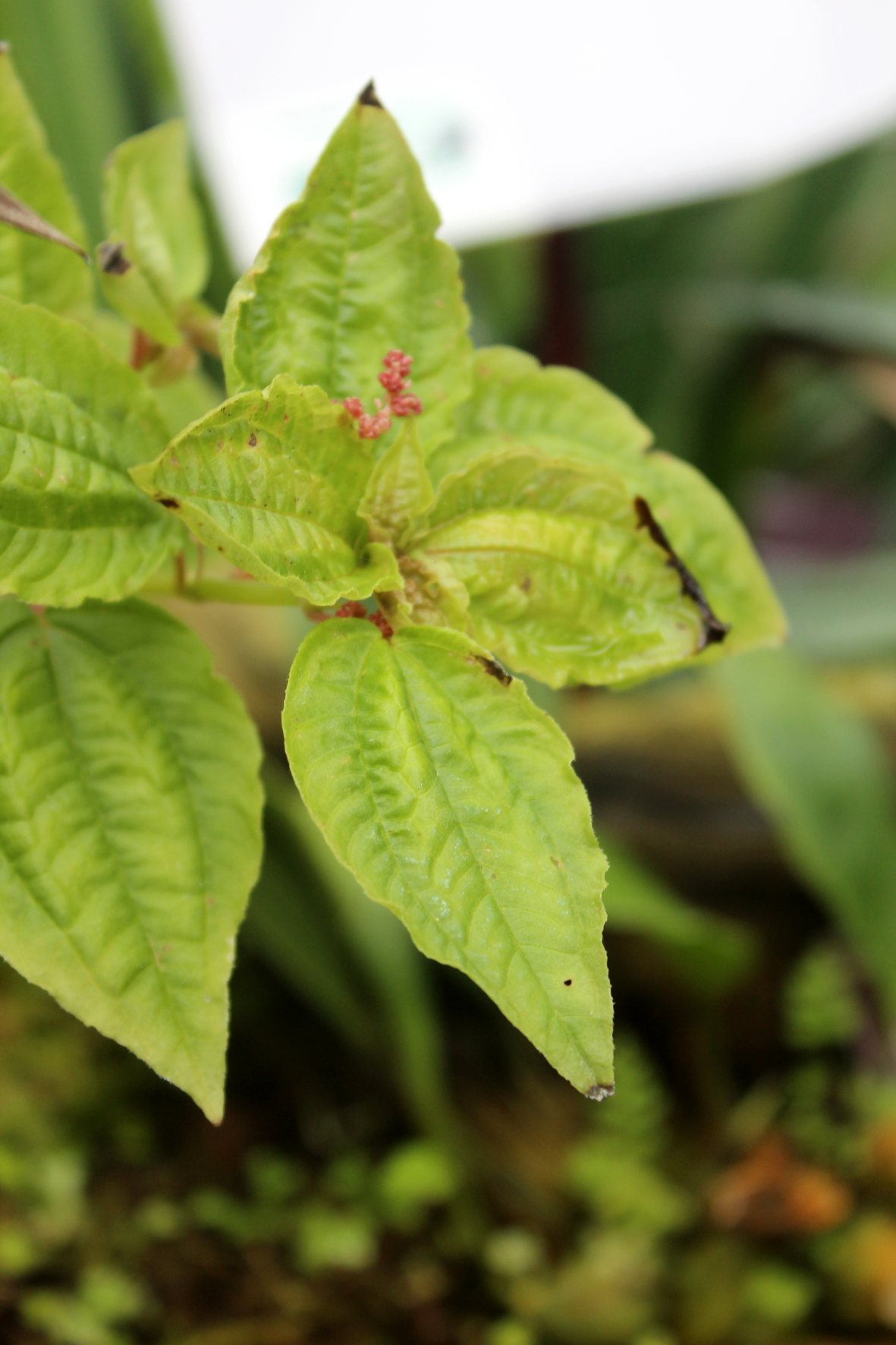
Fleur et feuilles.
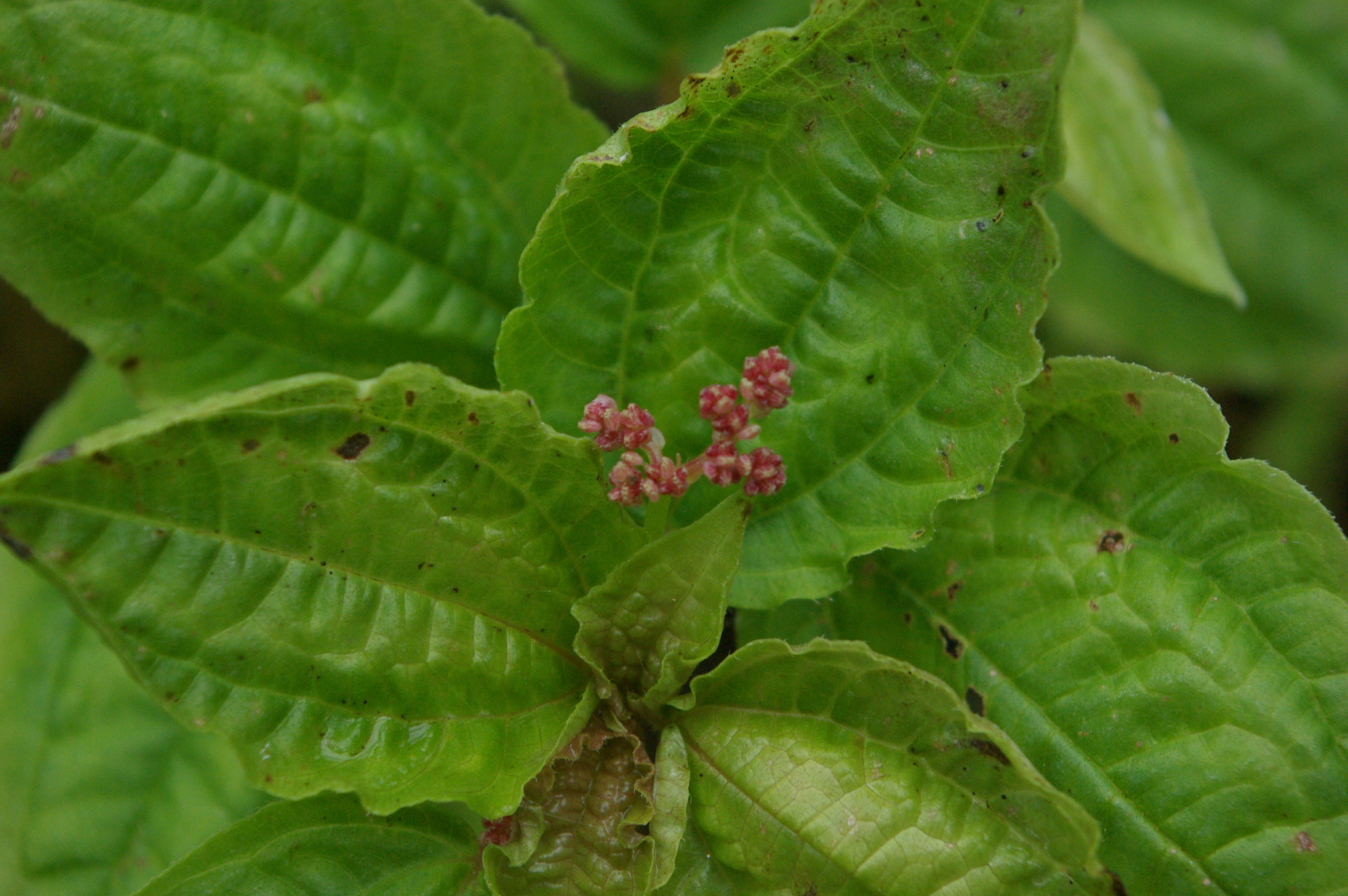
Détail des fleurs et des feuilles.